# Secure
Il Secure (in spagnolo Río Secure) è un fiume della Bolivia appartenente al bacino del Rio delle Amazzoni, che scorre nel Dipartimento di Beni.
Nasce dalla confluenza dei fiumi Nutusama e Cascarrillas, scorre in direzione nord-est, per sfociare, dopo 385 km, nel fiume Mamoré. Durante il suo tragitto riceve molti affluenti, tra i principali l'Isiboro e il Plantota.